# Виана, Жуан
Жуан Виана (порт. João Viana, род. в 1966 году в Анголе) — португальский кинорежиссёр.

## Биография
Жуан Виана родился в 1966 году в португальской колонии Ангола. В 1994 году окончил юридический факультет Коимбрского университета, затем учился по направлению специальности «Киноискусство» в городе Порту. С тех пор занимался кинопроизводством, работал звукорежиссёром, режиссёром и сценаристом. Сотрудничал со многими португальскими режиссёрами, в числе которых Мануэл де Оливейра (1908—2015), Жуан Сезар Монтейру (1939—2003), Жозе-Алвару Морайш (1943—2004), Фелипи Роша, Алберту Сейшаш Сантуш (род.1936), Жуан Сезар Монтейру (1939—2003) с немецким режиссёром Вернером Шрётером (1945—2010), а также с режиссёрами из Франции (напр., Жан-Клод Биет), Германии и Бельгии (напр., Роб Ромбу).
Первой самостоятельной режиссёрской работой Жуана Вианы стал короткометражный художественный фильм «Бассейн» (A Piscina, 2004). Фильм участвовал в конкурсной программе 61-го Венецианского фестиваля.
В 2005—2007 годах Жуан Виана стал одним из авторов 10-томного «Словаря ибероамериканского кино»
В 2007 году Жуан Виана написал сценарий к фильму «Глаза алого цвета» (Olhos Vermelhos) португальского режиссёра Паулу Роши (1935—2012).
В феврале 2009 года с целью производства авторских документальных и художественных фильмов Жуан Виана основал продюсерскую компаний «Папаверонуар» (Papaveronoir).
Короткометражный художественный фильм Жуана Вианы «Табато́» (Tabatô, Табато — название деревни в центральной части Гвинеи-Бисау), рассказывающий о колониальной войне в бывшей португальской колонии Гвинея-Бисау, завоевал приз в конкурсе короткометражных фильмов «Berlinale Shorts» фестиваля Берлинале-2013.
В 2013 году Жуан Виана также снял свой первый полнометражный художественный фильм «Битва в Табато́» (A Batalha de Tabatô), премьерный показ которого также состоялся на Берлинале. Затем фильм был представлен зрителям и других стран (Франция, Бельгия, Германия). Фильм был показан и в России (Москва) на 35 Московском международном кинофестивале (2013 год, переводчик Андрей Ефремов).
Жуан Виана также является режиссёром нескольких документальных фильмов.

## Фильмография
- 2004: «Бассейн» (A Piscina) (короткометражный фильм, Жуан Виана выступает в этом фильме как режиссёр и сценарист)
- 2008: «Вымышленная истина» (A Verdade Inventada) (короткометражный фильм, Жуан Виана выступает в этом фильме как режиссёр и сценарист)
- 2009: «Алфама» (Alfama) (короткометражный фильм, 15 мин., Жуан Виана выступает в этом фильме как режиссёр и сценарист)
- 2013: «Табато́» (Tabatô) (короткометражный фильм, 10 мин., Жуан Виана выступает в этом фильме как режиссёр, сценарист и продюсер)
- 2013: «Битва в Табато́» (A Batalha de Tabatô) (полнометражный фильм, 80 мин., Жуан Виана выступает в этом фильме как режиссёр, сценарист и продюсер)
- «Пепел и угольки» — Cinzas e Brasas (в стадии производства)
- «Глобальный кризис финансовой системы» — A Crise Global do Sistema Financeiro (в стадии производства)
- Douro o Desenlace (52 мин., в стадии подготовки)
- «Революция Лайт» — Revolução Light (120 мин., в стадии подготовки)
- «20 песен для Шиминьи» — Vinte Canções para Ximinha (90 мин., в рабочей стадии)